# Filibert I av Savojen
Filibert I av Savoyen, född 1465, död 1482, var en monark (hertig) av Savojen från 1472 till 1482. 